# 丹妮丝·理查兹
丹妮丝·李·理查兹（英語：Denise Lee Richards，1971年2月17日—），美国女演员、前时尚模特儿。丹妮丝曾主演多部知名电影，包括《星艦戰將》、《野東西》、《新鐵金剛之黑日危機》等。

## 早年生活
丹妮丝出生于美国伊利诺伊州當納斯格羅夫，她的母亲是一位名叫杰妮的咖啡店店主，父亲则是一位名叫伊夫的工程师。丹妮丝拥有德國人、法裔加拿大人、英格蘭人、愛爾蘭人、威尔士人和荷蘭人血统，有一个名叫米歇尔的妹妹，她和妹妹都是在达佩奇长大。丹妮丝当时是小学棒球队中唯一一位女生。1989年，丹妮丝从厄尔卡米诺高中毕业。成为演员之前，丹妮丝曾与一家模特儿公司签约，短暂的进行了模特儿工作。

## 演艺生涯
1986年，丹妮丝在乐队Double的MTV《The Captain of Her Heart》中出演了一个角色，这是她首次出现在螢屏上。在二十世纪九十年代初期，丹妮丝只接到了一些低成本电影、电视剧的客串工作。1991年，《奉子成婚》中客串了一个角色；1997年，丹妮丝在电影《星河战队》中成为次要主角，在剧中饰演卡曼·伊班尼兹。1998年，丹妮丝又在知名的驚悚懸疑电影《野東西》中担当主角。

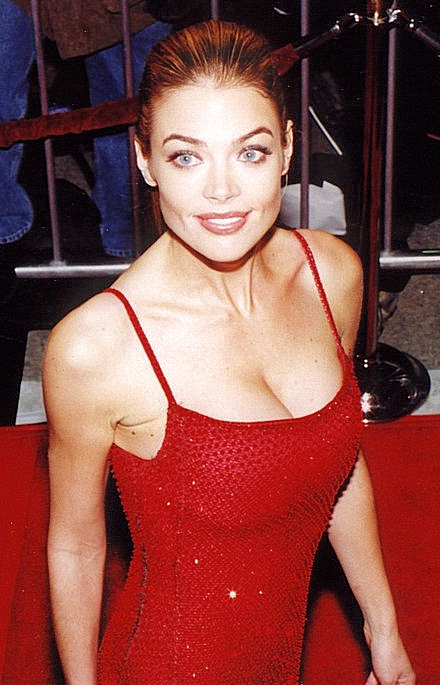
1999年丹妮丝出席电影《新鐵金剛之黑日危機》的发表会活动。

1999年，丹妮丝在詹姆斯·邦德系列电影《新鐵金剛之黑日危機》中饰演一个核物理学家琼斯博士。丹妮丝在《新鐵金剛之黑日危機》中的表演并没有赢得影评家的赞许，再加上平日她穿着出位，因此曾被评为历史上最差的龐德女郎之一。
除了电影以外，丹妮丝还在一些情景喜剧中客串出演角色，例如在《好汉两个半》中，她在一集中饰演了查理·哈珀的前女友莉莎。除此之外，丹妮丝还曾在《老友记》、《宋飞传》、《政界小人物》中登场。2005年，丹妮丝也曾在联合派拉蒙电视网旗下的电视剧《性、爱、秘》中短时间担任常驻演员。
2000年后，丹妮丝曾出演电影《情人节》、《惊声尖笑3》和《臥底兄弟》；2004年12月，生子五个月后的丹妮丝为《花花公子》杂志拍摄了一组裸体写真照片。2006年7月，丹妮丝又为杂志《珍妮》拍摄了一组半裸写真。1999年，丹妮丝被评为全美100名最性感的女人中的第5位；同年，又被评为全美50名最漂亮的女人中的第19位。

## 个人生活
2002年，丹妮丝与美国演员查理·辛结婚，二人曾共同出演电影《惊声尖笑3》和情景喜剧《金玉良言》。
2005年3月，丹妮丝正式提出要与查理离婚，之后，二人为了解决问题曾去看婚姻咨询师，但在2006年1月，丹妮丝还是坚持要与查理离婚。
2006年4月19日，丹妮丝正式向查理提交了书面离婚协议，之后二人正式离婚。2008年，丹妮丝打算让自己的两个女儿出演一部以自己为背景的节目，但遭到前夫查理的反对，二人因此对簿公堂。同年，丹妮丝赢得了这场官司，之后将两个女儿带上了自己的节目。

## 电影作品
| 年份   | 名称                   | 角色          | 备注           |
| ------ | ---------------------- | ------------- | -------------- |
| 1993年 | 重装武器               | 辛迪          | 丹妮丝首部电影 |
| 1994年 | 百變侏儸紀             | 塔米          |                |
| 1995年 | 919五周年              | 凯茜          | 电视电影       |
| 1995年 | P.C.H.                 | 杰西          | 电视电影       |
| 1996年 | In the Blink of an Eye | 蒂娜          | 电视电影       |
| 1996年 | Pier 66                | 科琳          | 电视电影       |
| 1997年 | 星艦戰將               | 卡曼·伊班尼兹 |                |
| 1997年 | Nowhere                | 简娜          |                |
| 1998年 | 野東西                 | 凯莉          |                |
| 1998年 | Lookin' Italian        | 伊丽莎白      |                |
| 1999年 | 新鐵金剛之黑日危機     | 琼斯博士      |                |
| 1999年 | Drop Dead Gorgeous     | 瑞贝卡        |                |
| 1999年 | 狂野速度               | 温迪          |                |
| 2001年 | 金玉良言               | 辛迪          |                |
| 2001年 | 致命砍人節             | 佩姬          |                |
| 2002年 | 王朝                   | 特里丝        |                |
| 2002年 | 卧底兄弟               |               |                |
| 2002年 | 笨男人                 | 蔻依          |                |
| 2002年 | 撞翻姻缘路             | 狄安娜        |                |
| 2003年 | 惊声尖笑3              | 安妮          |                |
| 2003年 | 真爱至上               | 卡拉          |                |
| 2004年 | 新娘不是我             | 劳伦          |                |
| 2004年 | Whore                  | 瑞贝卡        |                |
| 2005年 | Edmond                 | 女孩B         |                |
| 2008年 | 金发尤物               | 多姆          |                |
| 2008年 | Jolene                 | 玛瑞亚        |                |
| 2009年 | 难以置信的爱           | 自己          | 印度电影       |
| 2009年 | 峡谷深处               | 布里斯        |                |
| 2010年 | 尋找布斯利             | 布斯利、劳伦  |                |

## 电视剧作品
| 年份          | 名称                  | 角色          | 备注                      |
| ------------- | --------------------- | ------------- | ------------------------- |
| 1991年        | 奉子成婚              | 2号女孩       |                           |
| 1991年        | Saved by the Bell     | 辛西娅        |                           |
| 1991年        | 天才小医生            | 艾丽萨        | Doogie的约会对象。        |
| 1992年        | 比佛利山庄            | 罗宾          | 在杰克婚礼上的女孩。      |
| 1993年        | 宋飞传                | 莫里          | 共出演4集。               |
| 1994年        | 新超人                | 安吉拉        | 在第30集中登场。          |
| 1996年        | 新飛越情海            | 卡森          | 共出演3集。               |
| 2001年        | 老友记                | 凯茜          | 第七季第19集客串          |
| 2003年        | 好汉两个半            | 莉莎          | 查理·哈珀最喜爱的前女友。 |
| 2005年        | 性、爱、秘            | 巴特勒        |                           |
| 2008年–2009年 | 丹妮丝·理查兹：完成了 | 自己          |                           |
| 2009年        | 与明星跳舞            | 自己          |                           |
| 2010年        | 真人秀：哈里爱丽莎    | 自己          | 客串明星。                |
| 2010年        | 蓝山球队              | 黛布拉        | 多次出演。                |
| 2011年        | 好莱坞妈妈俱乐部      | 自己          |                           |
| 2019年至今    | 大膽而美麗            | Shauna Fulton |                           |
| 2019年至今    | 比佛利嬌妻            | 自己          | 主演                      |